# Sveta Mara (zaliv)
Koordinati:   44°47′02″N, 14°39′57″E
Sveta Mara je zaliv na otoku Rabu (Hrvaška).
Zaliv Sveta Mara leži na zahodni strani polotoka »Kalifront« okoli 7 km zahodno od naselja Kampor, s katerim ga povezuje cesta.
Zaliv, ki ima dva kraka leži južno od rta »Kameni čunj«. V obeh krakih zaliva, ki ju ločuje manjši rtič so plaže in  sidrišča pri globini morja do 6 m. Bolj varen pred udarci burje je zahodni krak zaliva, kjer je tudi nekaj kamnitih bitev za privez manjših plovil. Zaliv je odprt južnim vetrovom.